# Élections générales irlandaises de 2016
Les élections législatives irlandaises de 2016 ont lieu le 26 février 2016, à la suite de la dissolution du 31e Dáil Éireann, chambre basse de l'Oireachtas, par le président Michael D. Higgins, après une demande en ce sens du Taoiseach, Enda Kenny.

## Contexte
Les résultats économiques de l'Irlande s'améliorent depuis 2013 (croissance de 7 % en 2015, forte baisse du chômage, passant de 15 % en 2012 à 8,9 % en octobre 2015). Néanmoins le pays reste très fortement marqué par les retombées sociales de la crise financière de 2008 à 2011.

## Mode de scrutin
Les élections générales irlandaises se tiennent suivant un scrutin proportionnel plurinominal avec scrutin à vote unique transférable. Elles ont lieu dans 40 circonscriptions électorales et concernent 157 des 158 sièges. En effet, le Ceann Comhairle, qui préside le Dáil Éireann, est automatiquement réélu, conformément à l'article 16, alinéa 6, de la Constitution.
Depuis 2012, les partis politiques doivent présenter un minimum de 30 % de femmes et de 30 % d'hommes, sous peine d'être privés de la moitié de leurs financements. Tous les partis, à l'exception de Irlande démocratie directe, respectent cette exigence pour les élections de 2016.

### Sondages

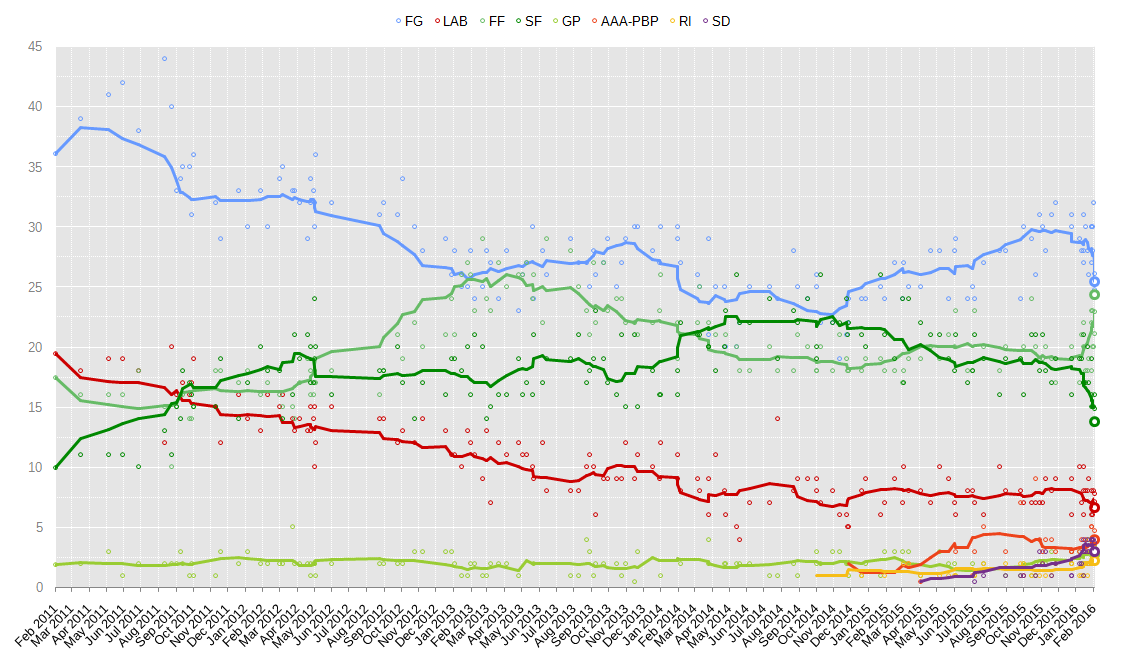
Sondages en vue des élections générales de février 2011 à février 2016.

### Par circonscriptions

Carte des résultats par circonscriptions

## Campagne électorale

### Principaux partis
| Partis | Partis                                            | Chef de file                                              | Résultats en 2011 | Sièges lors de la dissolution |
| ------ | ------------------------------------------------- | --------------------------------------------------------- | ----------------- | ----------------------------- |
|        | Fine Gael                                         | Enda Kenny (Taoiseach)                                    | 36,1 % 76 sièges  | 66                            |
|        | Parti travailliste                                | Joan Burton (Tánaiste, ministre de la Protection sociale) | 19,5 % 37 sièges  | 33                            |
|        | Fianna Fáil                                       | Micheál Martin                                            | 17,5 % 20 sièges  | 21                            |
|        | Sinn Féin                                         | Gerry Adams                                               | 9,9 % 14 sièges   | 14                            |
|        | Alliance anti-austérité–Le Peuple avant le profit | -                                                         | 2,4 % 4 sièges    | 4                             |
|        | Renua Ireland                                     | Lucinda Creighton                                         | -                 | 3                             |
|        | Sociaux-démocrates                                | Stephen Donnelly Catherine Murphy Róisín Shortall         | -                 | 3                             |
|        | Workers and Unemployed Action                     | Séamus Healy                                              | 0,4 % 1 siège     | 1                             |
|        | Indépendants                                      | -                                                         | 12,1 % 14 sièges  | 19                            |

## Résultats
|                           |                                  |                                  |           |       |       |        |               |  |  |
| Parti                     | Parti                            | Parti                            | Voix      | %     | +/-   | Sièges | +/-           |  |  |
|                           | Fine Gael                        | Fine Gael                        | 544 240   | 25,52 | 10,58 | 49     | 27            |  |  |
|                           | Fianna Fáil                      | Fianna Fáil                      | 519 356   | 24,35 | 6,91  | 44     | 24            |  |  |
|                           | Sinn Féin                        | Sinn Féin                        | 295 319   | 13,85 | 3,91  | 23     | 9             |  |  |
|                           | Parti travailliste               | Parti travailliste               | 140 898   | 6,61  | 12,84 | 7      | 31            |  |  |
|                           |                                  | Alliance anti-austérité          | 84 168    | 3,95  | 1,27  | 3      | Nv.           |  |  |
|                           | Le Peuple avant le profit        | 3                                | 84 168    | 3,95  | 1,27  | 1      |               |  |  |
| Alliance AAA-PBP          | Alliance AAA-PBP                 | 6                                | 84 168    | 3,95  | 1,27  | 1      |               |  |  |
|                           | Sociaux-démocrates               | Sociaux-démocrates               | 64 094    | 3,00  | Nv.   | 3      | 3             |  |  |
|                           | Parti vert                       | Parti vert                       | 57 999    | 2,72  | 0,87  | 2      | 2             |  |  |
|                           | Renua                            | Renua                            | 46 552    | 2,18  | Nv.   | 0      | en stagnation |  |  |
|                           | Indépendants pour le changement  | Indépendants pour le changement  | 31 365    | 1,47  | Nv.   | 4      | en stagnation |  |  |
|                           | Démocratie directe               | Démocratie directe               | 6 481     | 0,30  | Nv.   | 0      | en stagnation |  |  |
|                           | Parti des travailleurs d'Irlande | Parti des travailleurs d'Irlande | 3 242     | 0,15  | 0,01  | 0      | en stagnation |  |  |
|                           | Démocrates catholiques           | Démocrates catholiques           | 2 013     | 0,09  | Abs.  | 0      | en stagnation |  |  |
|                           | Fís Nua                          | Fís Nua                          | 1 224     | 0,06  | 0,02  | 0      | en stagnation |  |  |
|                           | Parti démocrate                  | Parti démocrate                  | 971       | 0,05  | Nv.   | 0      | en stagnation |  |  |
|                           | Parti communiste d'Irlande       | Parti communiste d'Irlande       | 185       | 0,01  | Abs.  | 0      | en stagnation |  |  |
|                           | Identity Ireland                 | Identity Ireland                 | 183       | 0,01  | Nv.   | 0      | en stagnation |  |  |
|                           | Indépendants                     | Indépendants                     | 334 635   | 15,69 | 3,54  | 19     | 5             |  |  |
|                           | Ceann Comhairle                  | Ceann Comhairle                  |           |       |       | 1      | en stagnation |  |  |
|                           |                                  |                                  |           |       |       |        |               |  |  |
| Suffrages exprimés        | Suffrages exprimés               | Suffrages exprimés               | 2 132 925 | 99,15 |       |        |               |  |  |
| Votes blancs et invalides | Votes blancs et invalides        | Votes blancs et invalides        | 18 368    | 0,85  |       |        |               |  |  |
| Total                     | Total                            | Total                            | 2 151 293 | 100   | –     | 158    | 8             |  |  |
| Abstentions               | Abstentions                      | Abstentions                      | 1 147 530 | 34,79 |       |        |               |  |  |
| Inscrits/Participation    | Inscrits/Participation           | Inscrits/Participation           | 3 298 823 | 65,21 |       |        |               |  |  |

## Suites

### Analyse
La coalition au pouvoir perd 23,4 points de suffrages, passant de 55,5 % à 32,1 %, et perd ainsi la majorité absolue. C'est une sanction pour les deux partis la composant : le Fine Gael perd 10,6 points (de 36,1 % à 25,5 %) et le Parti travailliste qui perd 12,8 points (de 19,4 % à 6,6 %). Pour Romaric Gaudin de La Tribune, la construction d'une majorité stable va être très difficile et une « grande coalition » entre le Fine Gael et le Fianna Fáil semble probable.
On constate une nette progression des forces de gauche opposées aux politiques d'austérité (Sinn Féin, AAA-PBP, Indépendants pour le changement, WUAG).

### Conséquences
Les députés nouvellement élus se réunissent pour la première fois le 10 mars 2016 pour élire le nouveau Ceann Comhairle, le premier à être élu par un vote à bulletin secret. Seán Ó Fearghaíl du Fianna Fáil est élu et succède à Seán Barrett du Fine Gael.
Le même jour, Enda Kenny échoue à se faire reconduire dans ses fonctions de Premier ministre, ne recevant les suffrages que des 50 députés de son parti et des sept députés du Parti travailliste, alors que 94 députés s'opposent à sa candidature et cinq s’abstiennent. Il présente alors sa démission.
Les leaders du Fianna Fáil, Micheál Martin, du Sinn Féin, Gerry Adams et de Alliance anti-austérité–Le Peuple avant le profit, Richard Boyd Barrett présentent également sans succès leur candidature au poste de Premier ministre, recevant respectivement 43, 23 et 9 votes en leur faveur.
Enda Kenny reste en poste pour gérer les affaires courantes jusqu'à ce qu'un nouveau gouvernement soit nommé. Finalement, le 30 avril suivant, il parvient à négocier un accord avec le Fianna Fáil et est réélu Premier ministre le 6 mai.
Après l'introduction de quotas de genre, trente cinq sièges sont maintenant détenus par des femmes ce qui porte leur proportion au sein du Dáil à 22 % contre 15 % lors de la législature précédente.